# Mathilde de Souabe
 (septembre 2010).
Si vous disposez d'ouvrages ou d'articles de référence ou si vous connaissez des sites web de qualité traitant du thème abordé ici, merci de compléter l'article en donnant les références utiles à sa vérifiabilité et en les liant à la section « Notes et références ».
Mathilde de Souabe, née vers 988 et morte le 20 juillet 1032 était duchesse de Carinthie par son mariage avec Conrad, duc de Carinthie de 1004 à 1011, puis duchesse de Haute-Lotharingie par son second mariage avec Frédéric II, duc de Lorraine de 1017 à 1026. Après l'élection du roi des Romains en 1024, elle a joué un rôle clé comme adversaire de Conrad II le Salique.

## Biographie
Issue de la famille des Conradiens, elle est la fille du duc Hermann II de Souabe et de son épouse Gerberge, fille du roi Conrad III de Bourgogne. Parmi ses  frères et sœurs figuraient Hermann III, duc de Souabe à la mort de son père en 1003, Gisèle qui se marie plus tard avec l'empereur Conrad II, et Béatrice, l'épouse d'Adalbéron d'Eppenstein, duc de Carinthie à partir de 1012. 
Vers 1002, Mathilde épouse en premières noces le duc Conrad Ier, issu de la dynastie franconienne, le fils du duc Othon de Carinthie et de Judith de Bavière. Avec Conrad elle a :
- Conrad II de Carinthie († 1039) dit le Jeune, qui épouse sa tante maternelle, Béatrice de Souabe[réf. nécessaire], morte en 1125. Il est enterré dans la cathédrale de Worms ;
- Brunon, († 1045), évêque de Wurtzbourg ;
- Gisèle, épouse du comte Gérard de Metz (993-1045).

Après le décès de l'empereur Otton III, le père de Mathilde, Hermann II de Souabe était l'un des candidats à la succession ; il reçut le soutien de Conrad Ier et Othon de Carinthie. Toutefois, le duc Henri II de Bavière a été élu roi des Romains, laquelle a eu des effets défavorables pour la famille de Mathilde : lorsque, en 1011, le duc Conrad Ier meurt, les droits de leur fils mineur Conrad II sont relégués et le duché de Carinthie est inféodé à Adalbéron d'Eppenstein, l'époux de Béatrice, la sœur de Mathilde.
Veuve, elle épouse vers 1016 Frédéric II, comte de Bar, fils de Thierry Ier, duc de Haute-Lotharingie, et de Richilde de Lunéville de Metz en 1019. Avec Frédéric, elle a :
- Frédéric III (v. 1017 † 1033), comte de Bar, duc de Lorraine ;
- Sophie (v. 1018 † 1093), comtesse de Bar et de Mousson, mariée en 1038 à Louis († 1071/1076), comte de Montbéliard ;
- Béatrice († 1076), mariée en 1037 à Boniface III, marquis de Toscane († 1052), puis en 1054 à Godefroy II († 1069), duc de Basse-Lotharingie. Béatrice est la mère de Mathilde de Toscane(† 1115).

Vers l'an 1017, Gisèle, la sœur de Mathilde, épousa le futur empereur Conrad le Salique, le neveu de son premier mari. Au début, il la soutenait dans sa volonté de récupérer le duché de Carinthie en faveur de son fils Conrad le Jeune. Toutefois, en 1024, Conrad le Salique et Conrad le Jeune étaient en concurrence à l'élection du roi des Romains, ce qui rend la rupture entre les deux inéluctable. Puis, Mathilde et son époux Frédéric, à la tête de l'aristocratie de Lorraine, faisaient partie des adversaires acharnés de Conrad le Salique.
Selon les chroniques de l'Annalista Saxo, Mathilde se marie en troisièmes noces au comte saxon Esico de Ballenstedt. En ce cas, elle sera la mère du comte Adalbert II de Ballenstedt et un précurseur de la maison d'Ascanie. Mathilde est morte le 20 juillet de l'année 1031 ou 1032, et est inhumée à la cathédrale Saint-Pierre de Worms.
Mathilde de Souabe est également connue pour avoir offert un manuscrit théologique, le Liber de divinis officiis au prince Mieszko II de Pologne entre 1025 et 1031, probablement au début de son règne qui n'est pas reconnu par le roi Conrad II. Ce manuscrit perdu pendant plus d'un siècle a été récemment retrouvé à Dusseldorf. Il était orné d'une enluminure, qui a malheureusement disparu, représentant Mathilde en train d'offrir, de ses mains recouvertes d'un voile, le livre à Mieszko II.